# Brad Werenka
John Bradley „Brad“ Werenka (* 12. Februar 1969 in Two Hills, Alberta) ist ein ehemaliger kanadischer Eishockeyspieler und -trainer, der im Verlauf seiner aktiven Karriere zwischen 1986 und 2000 unter anderem 339 Spiele für die Edmonton Oilers, Nordiques de Québec, Chicago Blackhawks, Pittsburgh Penguins und Calgary Flames in der National Hockey League (NHL) auf der Position des Verteidigers bestritten hat. Seinen größten Karriereerfolg feierte Werenka im Trikot der kanadischen Nationalmannschaft mit dem Gewinn der Silbermedaille bei den Olympischen Winterspielen 1994.

## Karriere
Werenka begann seine Karriere als Eishockeyspieler bei den Sherwood Park Crusaders und Fort Saskatchewan Traders, für die er von 1983 bis 1986 in der Alberta Junior Hockey League (AJHL) aktiv war. Anschließend besuchte er fünf Jahre lang die Northern Michigan University, für deren Eishockeymannschaft er parallel zu seinem Studium in der Western Collegiate Hockey Association (WCHA), einer Division im Spielbetrieb der National Collegiate Athletic Association (NCAA) spielte. In diesem Zeitraum wurde er im NHL Entry Draft 1987 in der zweiten Runde als insgesamt 42. Spieler von den Edmonton Oilers aus der National Hockey League (NHL) ausgewählt.
Für deren Farmteam, die Cape Breton Oilers, spielte er von 1991 bis 1994 in der American Hockey League (AHL), wobei er in der Saison 1992/93 mit seiner Mannschaft den Calder Cup gewann. Für Edmonton selbst absolvierte er in diesem Zeitraum 42 NHL-Spiele. Im März 1994 wurde er im Tausch gegen Steve Passmore innerhalb der NHL an die Nordiques de Québec abgegeben. Bis zum Ende der Saison 1993/94 stand er elf Mal für die Nordiques in der NHL auf dem Eis, während er die Playoffs bei deren AHL-Farmteam Cornwall Aces verbrachte. In der Saison 1994/95 trat er für die Milwaukee Admirals in der International Hockey League (IHL) an. Von 1995 bis 1997 spielte Werenka für die Indianapolis Ice in der IHL. In der Saison 1995/96 absolvierte er zudem neun NHL-Partien bei deren Kooperationspartner Chicago Blackhawks. Während der Saison 1996/97 gehörte er zu den Führungsspielern bei den Indianapolis Ice. Für die Mannschaft absolvierte er alle 82 Spiele der regulären Saison und wies konstant gute Leistungen auf, wofür er mit dem Ironman Award der IHL ausgezeichnet wurde. Zudem erhielt er die Governor’s Trophy als bester Verteidiger der Liga und wurde in das erste All-Star Team der IHL gewählt.
Von 1997 bis 2000 war der Kanadier Stammspieler beim NHL-Team Pittsburgh Penguins. Im März 2000 wurde er im Tausch gegen Tyler Moss und René Corbet an die Calgary Flames abgegeben. Dort war er in der Folgezeit ebenfalls Stammspieler, musste jedoch seine Karriere nach einer schweren Gehirnerschütterung, die er sich Ende Dezember 2000 in einem Spiel gegen die Dallas Stars zugezogen hatte, vorzeitig im Alter von 31 Jahren beenden. In der Saison 2006/07 war Werenka als Assistenztrainer für die Chilliwack Bruins aus der kanadischen Juniorenliga Western Hockey League unter Cheftrainer Jim Hiller tätig.

### International
Für sein Heimatland Kanada nahm Werenka an den Olympischen Winterspielen 1994 im norwegischen Lillehammer teil, bei denen er mit seiner Mannschaft die Silbermedaille gewann. In acht Turniereinsätzen sammelte er dabei vier Scorerpunkte.

## Erfolge und Auszeichnungen
| - 1989 Broadmoor-Trophy-Gewinn mit der Northern Michigan University - 1991 Broadmoor-Trophy-Gewinn mit der Northern Michigan University - 1991 WCHA First All-Star Team - 1991 NCAA-Division-I-Championship mit der Northern Michigan University - 1991 NCAA Championship All-Tournament Team | - 1991 NCAA West First All-American Team - 1993 Calder-Cup-Gewinn mit den Cape Breton Oilers - 1997 Governor’s Trophy - 1997 Ironman Award - 1997 IHL First All-Star Team |

### International
- 1994 Silbermedaille bei den Olympischen Winterspielen

## Karrierestatistik

### International
Vertrat die kanadische Eishockeynationalmannschaft bei:
- Olympischen Winterspielen 1994

(Legende zur Spielerstatistik: Sp oder GP = absolvierte Spiele; T oder G = erzielte Tore; V oder A = erzielte Assists; Pkt oder Pts = erzielte Scorerpunkte; SM oder PIM = erhaltene Strafminuten; +/− = Plus/Minus-Bilanz; PP = erzielte Überzahltore; SH = erzielte Unterzahltore; GW = erzielte Siegtore; 1 Play-downs/Relegation; Kursiv: Statistik nicht vollständig)